# خالد المهايني
خالد المهايني (1943- 2021 م) وزير سوري، وخبير مالي واقتصادي معتمد لدى "البنك الدَّولي"، وأستاذ جامعي.

## ولادته وتعليمه
ولد خالد المهايني في دمشق، ونشأ في أسرة دمشقية في حي الميدان وحيداً لأربع أخوات وكان والده يعمل مزارعاً وتاجراً و حصل على الابتدائية والاعدادية في مدارس حي الميدان ثم الثانوية من ثانوية التجهيز الأولى.
ثم انتقل للدراسة في كلية الاقتصاد جامعة دمشق استمر في دراسته الجامعية إضافة الى وظيفته في المؤسسة الاقتصادية السورية التي كانت على مستوى عال ومتميز في وقت بدء تأمين الشركات والقطاع العام حيث كان يقوم بدراسة أوضاع الشركات المالية تخرج من الجامعة بمرتبة امتياز شرف بالإضافة إلى نجاحه وتفوقه في عمله. ومحاسب مالي معتمد منذ عام 1970.
نال شهادة الدكتوراه في المحاسبة وإجازة محاسب قانوني عام 1970، وهو متقن إتقانًا تامًّا للغتين الإنكليزية والفرنسية.

## وظائفه ومناصبه
عضو هيئة تدريسية في قسم المحاسبة في كلية الاقتصاد جامعة دمشق
-استاذا للمحاسبة والمراجعة والضرائب في كلية الاقتصاد بجامعة دمشق
-مدير عام المكتب الاستشاري للدراسات الإدارية والمالية والضريبية بدمشق
-محاسب قانوني
-عضو في نقابة المهن المالية والمحاسبيةفي سورية
-معتمد في قائمة المحاسبين القانونيين الصادرة عن هيئة الأوراق والأسواق المالية
-مفتش حسابات معتمد في قائمة المحاسبين القانونيين الصادرة عن وزارة مالية
-الأمين العام المساعد لجمعية العربية للضرائب
-الامين العام المساعد للمنظمة العربية لخبراء المحاسبة القانونيين العرب
-خبير مالي واقتصادي معتمد لدى البنك الدولي والمؤسسات المالية العربية
-مدير عام مركز التدريب الدولي لتنمية الموارد البشرية
-خبير مالي مسجل في البنك الدولي
-خبير مالي مسجل في الصناديق والمؤسسات المالية العربية
وزير المالية الأسبق في سورية واستمر بذا المنصب 14 سنة
-حاكم عن سورية في البنك الدولي سابقا
-عميد ومؤسس المعهد الوطني للإدارة العامة سابقا
-خدمة في أعمال مالية والمحاسبية واقتصادية قيادية في دولة لمدة /٤٠/عاما
-استاذ جامعي بجامعة دمشق لمدة تزيد عن /٣٠/عاما
-رئيس لجنة إعادة النظر في الضرائب سابقا في وزارة المالية
-رئيس اللجنة العلمية لجمعية المحاسبين القانونيين السوريين سابقا
-تدريس في جامعات الخاصةو الافتراضية لسنوات طويلة ومستمر حتى الآن
-خبير محاكم محلف معتمد
-رئيس لجنة دراسة الملاكات والهياكل التنظيمية والأنظمة الداخلية لجميع الجهات العامة في دولة "سابقا"

## خبراته ونشاطاته
-محاسب قانوني منذ عام ١٩٧٠
-محاسب قانوني عربي
-رئيس لجنة إعادة النظر في الضرائب سابقا
-عضو مجلس الاتحاد العام المحاسبين القانونيين العرب سابقا (القاهرة)
نائب رئيس جمعية الضرائب العربية -القاهرة
-نائب رئيس المنظمة العربية لخبراء المحاسبة القانونيين العرب بالقاهرة
-عضو مجلس الأمناء للمعهد العربي للمحاسبين القانونيين -بغداد
-زمالة نقابة المحاسبين والمراجعين العراقيين -بغداد
-عضو مجلس أمناء جائزة بغداد الدولية
-خبير محكم لجائزة الشارقة
-خبير تدريب معتمد في المنظمة العربية للتنمية الإدارية-القاهرة
- عضو مجلس أمناء للمنظمة العربية للشفافية-القاهرة

## مؤلفاته
-تأليف/٢٩/كتابا جامعيا ومرجعا علميا
-الاشراف على عدد كبير من رسائل الدكتوراه والماجستير
-المشاركة بلجان التحكيم على عدد كبير من رسائل الدكتوراه والماجستير في دمشق وجامعات السورية وجامعات عربية.
-اعداد عدد كبير من الأبحاث العلمية المنشورة في مجلات جامعية علمية .

## وفاته
وافته المنية مساء يوم الخميس الواقع في 18 شعبان 1442 الموافق 1 نيسان 2021 وشيع جثمانه من داره الكائنة في المزة صلى عليه عقب صلاة ظهر يوم الجمعة الموافق 2 نيسان 2021 في جامع الأكرم بالمزة ثم وارى الثرى في مقبرة باب الصغير (آل البيت).